# ジョルジュ・ネリス
ジョルジュ・ネリス（Georges Nélis、1886年5月22日 - 1929年5月2日）は、ベルギーの航空のパイオニアである。ベルギーの軍で最初のパイロットである。サベナ・ベルギー航空の前身の航空会社SNETA（Syndicat National pour l'Étude des Transports Aériens）や航空機メーカーのSABCA（Société Anonyme Belge de Constructions Aéronautiques ）の設立者であり、ベルギー民間航空の父と呼ばれる。
ハルに生まれた。士官学校に進み、Gérard Leman将軍に科学、数学の才能を認められた。航空に興味を持ち、パイロットに応募した唯一の将校となった。1910年10月3日、飛行士候補になった。航空機を購入し、飛行学校の設立を命じられた。フランスでファルマン HF3を購入し、操縦を学んだ。1910年12月21日に航空免許を得た。1911年の初め、Brasschaatに最初に軍の飛行場が造られた。ベルギーで最初の航空写真をとり、1912年頃に飛行学校の最初の技術主任となり、ファルマン機にルイス機関銃を取り付ける実験を行った。1913年4月16日ベルギー空軍が設立され、Brasschaatの飛行学校の司令官となった。
第一次世界大戦が始まると、ネリスは航空機の整備の行う部隊の司令官となり、整備はアントワープの会社、Bollekensで行われた。この会社で、ファルマン機を参考にGN1からGN6まで6機の航空機を製作した。
戦争が終わると、空港の技術サービスを設立し、1919年『航空によるベルギーの発展』（"L’expansion Belge par l’aviation"）を出版して民間航空の発展の必要性を説き、空軍が外国の機材に依存しないことの必要性を説いた。国王アルベール1世の援助と銀行の協力により、1919年11月11日にSNETAを設立し、軍を退役し、ディレクターとなった。SNETAは1923年に サベナ・ベルギー航空となった。1921年に航空機メーカーのSABCAを設立したが、SABCAは主に外国の航空機のライセンス生産を行った。1929年に43歳で没した。